# Гусь (созвездие)

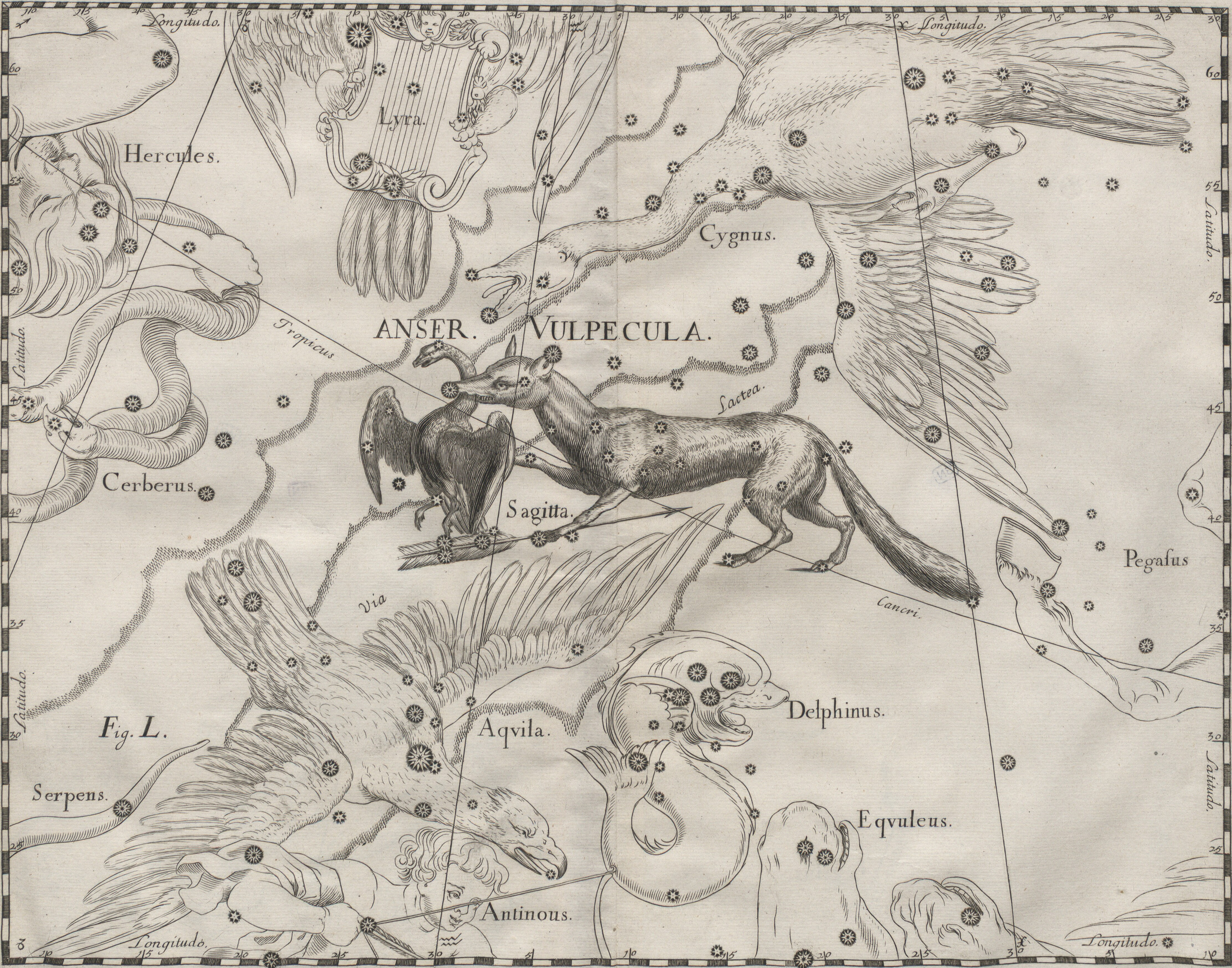
Изображение двух графически связанных созвездий Лисичка и Гусь из атласа «Уранография».

Гусь (лат. Anser) — созвездие северного полушария неба.
Новое созвездие, введено Яном Гевелием в 1690 году в небесном атласе «Уранография». Не было принято астрономическим сообществом и не входит в список современных созвездий.
В атласе Гевелия изображало гуся, которого держит в зубах фигура, изображающая созвездие Лисичка. Гевелий также называл эту группу одним именем «Маленькая Лисичка с Гусем» (лат. Vulpecula cum ansere или Vulpecula et Anser) и рассматривал Гуся как астеризм в Лисичке.

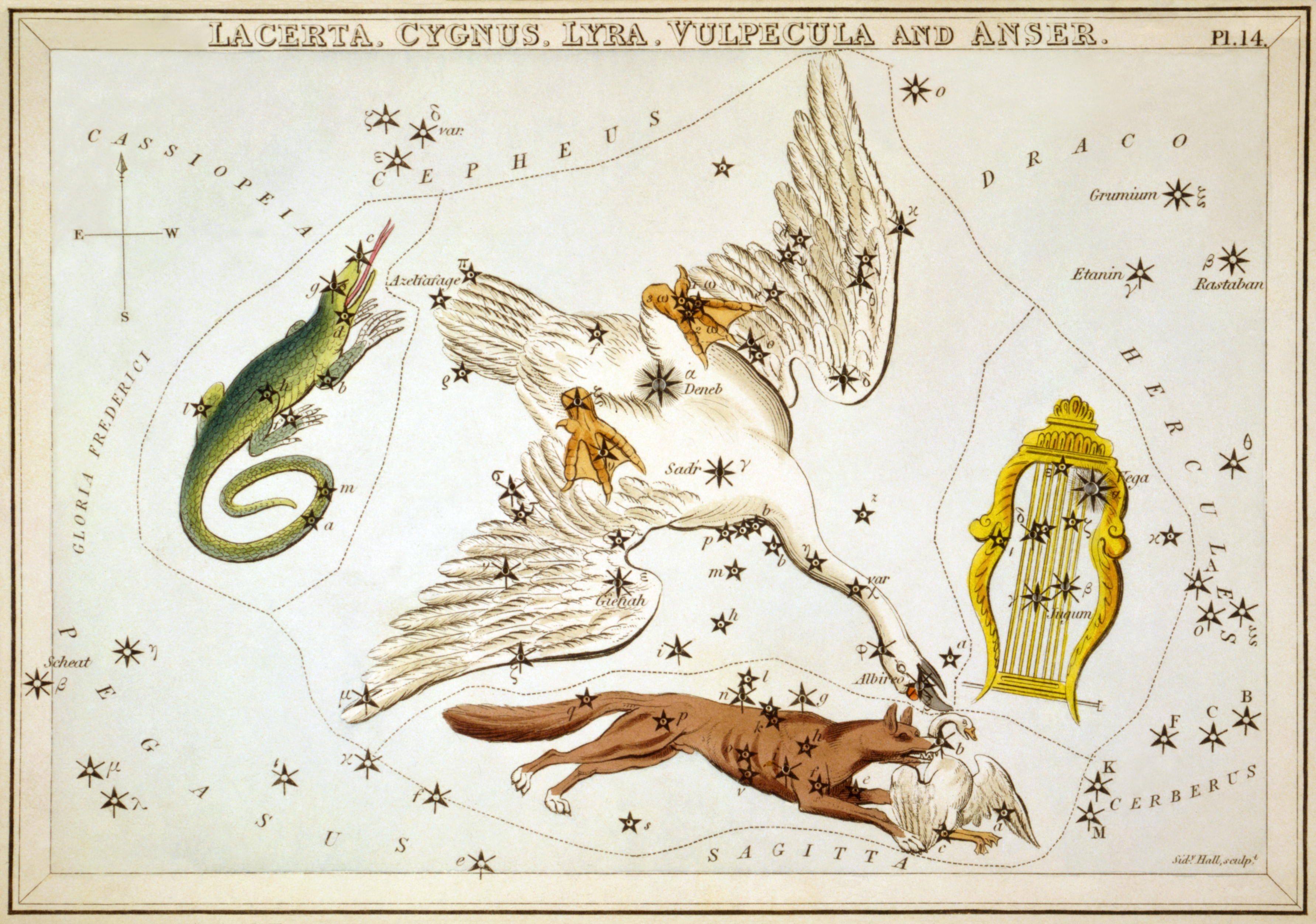
Лисичка с Гусем в Зеркале Урании

Позднее Гусь иногда выделялся в отдельное созвездие, но эта практика не получила признания, а название сократилось до «Лисичка».
Ныне включено в созвездие Лисичка, но звезда альфа Лисички носит название Ансер в честь бывшего созвездия.